# Austin A60
Der Austin A60 Cambridge war ein Pkw-Modell der Austin Motor Company. Er wurde ab 1961 als Nachfolger des Austin A55 Cambridge als viertürige Mittelklasse-Limousine und als fünftüriger Kombi (Estate) angeboten.

## Beschreibung
Die Karosserie in Trapezform mit Heckflossen entsprach der des Vorgängermodells. Der neue Vierzylindermotor mit 1622 cm³ Hubraum leistete maximal 61 bhp (45 kW). Die Höchstgeschwindigkeit lag bei 128 km/h. Mit gleicher Karosserie und Technik wurde auch der Morris Oxford angeboten, sogenanntes Badge-Engineering, bei dem außer dem Firmenzeichen (badge) nichts verändert wurde.
Ab 1962 wurde der Saloon (Limousine) auch mit Dieselmotor angeboten. Der Vierzylindermotor hatte 1489 cm³ Hubraum (wie der Ottomotor des Vorgängers) und gab eine Leistung von 40 bhp (29 kW) ab.
Der Radstand betrug 2540 mm. Die Limousine war 4432 mm lang, 1613 mm breit und 1490 mm hoch. Der Kombi war mit 4500 mm Länge und 1500 mm Höhe etwas länger und höher. Das Leergewicht der Limousine mit Ottomotor war mit 1130 kg angegeben, und das des gleich motorisierten Kombis mit 1180 kg. Mit Dieselmotor waren sie 30 kg schwerer.
1969 wurde die Produktion eingestellt. Nachfolger war der Austin Maxi.

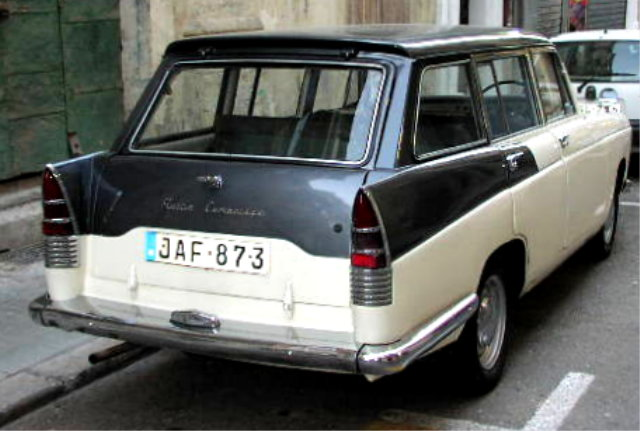
Austin A60 Cambridge Estate